# Say You Will (Foreigner)
Say You Will è il primo singolo estratto dall'album Inside Information dei Foreigner nel 1987. Scritto da Lou Gramm e Mick Jones, il brano ha raggiunto il sesto posto della Billboard Hot 100 e la prima posizione della Mainstream Rock Songs negli Stati Uniti, mantenendo la vetta della classifica per quattro settimane consecutive. È diventato uno degli ultimi singoli dei Foreigner a raggiungere la top 10 in classifica, seguito pochi mesi dopo da I Don't Want to Live Without You (arrivato al quinto posto della Billboard Hot 100).
Il portale AllMusic ha citato la canzone come un "buon esempio" del talento della band nel saper coniugare "lo stile di chitarra pesante del loro primi lavori" con "brillanti arrangiamenti che hanno spinto l'elettronica alla ribalta". Ha inoltre lodato il cantato "quasi-operistico" di Lou Gramm.
La canzone venne accompagnata da un video musicale diretto da David Fincher che venne trasmesso di continuo su MTV.

## Tracce
7" Single Atlantic 7-89169
1. Say You Will – 4:12
2. A Night to Remember – 3:53

Limited Edition - 7" Single Atlantic 789 137-7
1. Say You Will – 4:12
2. A Night to Remember – 3:53
3. Hot Blooded (Live) – 6:55

CD Maxi Atlantic 786 629-2
1. Say You Will (versione estesa) – 5:27
2. A Night to Remember – 3:53
3. Say You Will – 4:12

## Classifiche
| Classifica (1987/88)          | Posizione massima |
| ----------------------------- | ----------------- |
| Australia                     | 6                 |
| Belgio (Fiandre)              | 24                |
| Canada                        | 13                |
| Finlandia                     | 15                |
| Germania                      | 22                |
| Norvegia                      | 4                 |
| Paesi Bassi                   | 12                |
| Regno Unito                   | 71                |
| Stati Uniti                   | 6                 |
| Stati Uniti (mainstream rock) | 1                 |
| Svizzera                      | 20                |